# Berne (New York)
Berne város az USA New York államában, Albany megyében. Lakosainak száma 2689 fő (2020. április 1.).

## Népesség
A település népességének változása:

| 2010 | 2 794 |
| 2020 | 2 689 |